# Лацина, Фердинанд
Фердинанд Лацина (нем. Ferdinand Lacina, род. 31 декабря 1942, Вена) — австрийский политик, министр финансов (1986—1995).

## Биография
Фердинанд Лацина родился 31 декабря 1942 года в Вене. Окончил Венский университет экономики и бизнеса. Он был одной из ведущих фигур антифашистского студенческого движения в 1960-х годах.

## Карьера
Лацина является членом Социал-демократической партии Австрии. Некоторое время занимал пост министра транспорта и промышленности.
16 июня 1986 года он был назначен министром финансов, сменив на этом посту Франца Враницкого, ставшего главой правительства. Лацина успешно сократил дефицит федерального бюджета в 1994 году после длительного периода консолидации. Он пробыл в должности до 6 апреля 1995 года, пока не ушёл в отставку.
После ухода из политики Лацина был назначен генеральным директором банка GiroCredit. Он также является президентом Австрийского фонда плана Маршалла.